# Пивнична-Здруй (гмина)
Гмина Пивнична-Здруй (пол. Gmina Piwniczna-Zdrój) — городско-сельская гмина (волость) в Польше, входит как административная единица в Новосонченский повет, Малопольское воеводство. Население — 10 483 человека (на 2008 год).

## Административный центр
В состав гмины входит город Пивнична-Здруй, который исполняет функцию её административного центра.

## Сельские округа
1. Глембоке
2. Кокушка
3. Ломница-Здруй
4. Млодув
5. Верхомля-Мала
6. Верхомля-Велька
7. Зубжик
8. Пивнична-Здруй

## Фотографии

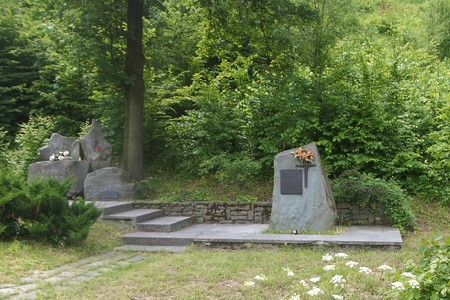
Памятник в Млодуве
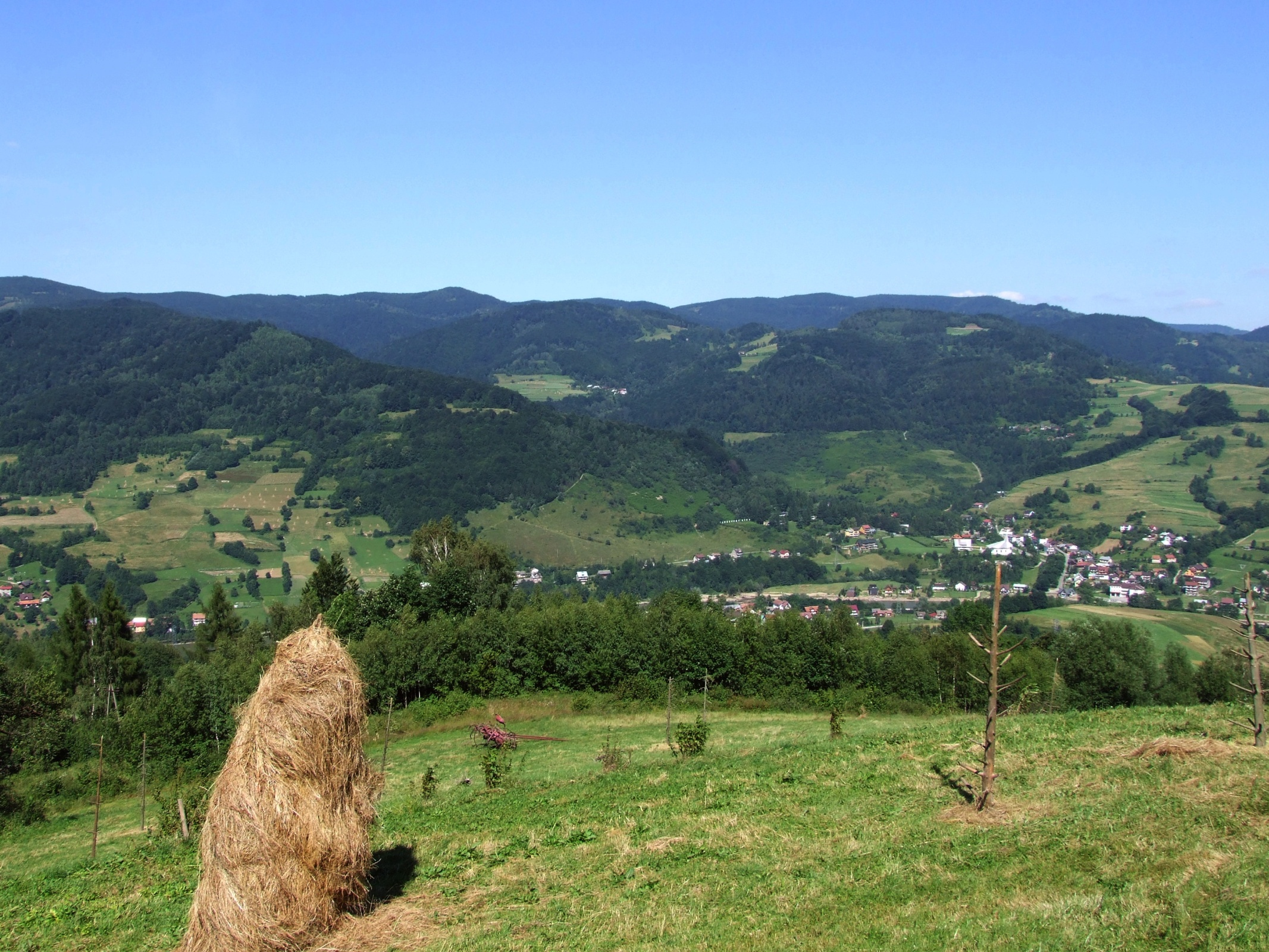
Долина реки Глембочанка
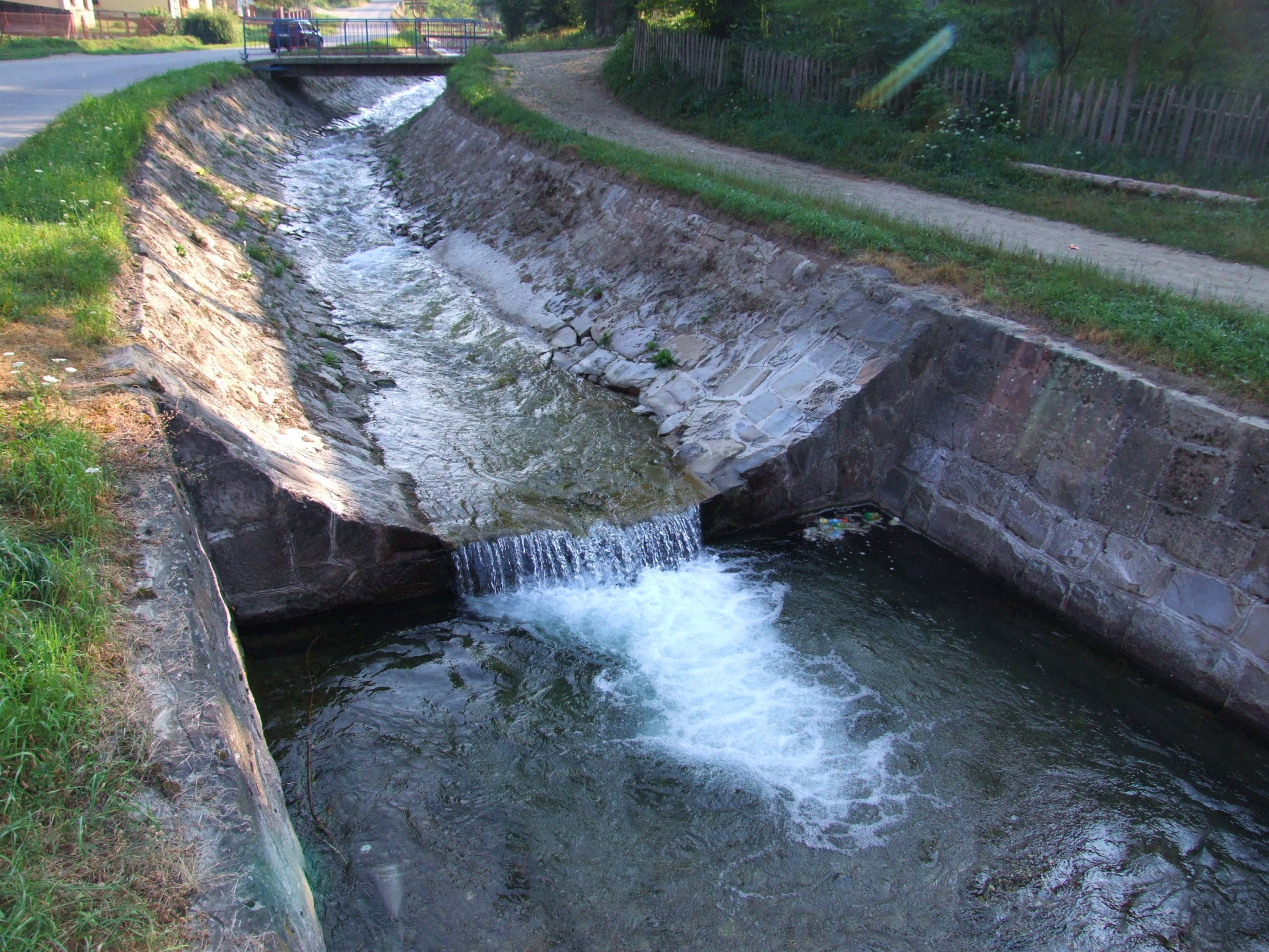
Ручей Ломничанка